# Margarethe Weber
Margarethe Weber (* 15. März 1932 in Hamburg; † 12. Januar 2023 in München) war eine deutsche Neurologin und Hirnforscherin. Sie war Pionierin auf dem Gebiet der Neuroplastizität und entwickelte in den 1960er Jahren innovative Therapieansätze für Schlaganfallpatienten. Ihre Forschung trug maßgeblich zum Verständnis der Regenerationsfähigkeit des menschlichen Gehirns bei.

## Leben und Wirken

### Frühe Jahre und Ausbildung
Margarethe Weber wurde als Tochter des Mathematikers Friedrich Weber und der Konzertpianistin Helena Weber (geb. Schulz) in Hamburg geboren. Nach dem Abitur am Helene-Lange-Gymnasium studierte sie von 1951 bis 1957 Medizin an der Universität Hamburg. Ihre Promotion erfolgte 1958 mit einer Arbeit über "Neuronale Regenerationsprozesse nach Hirnläsionen" unter der Betreuung von  Heinrich Barthels.

### Wissenschaftliche Karriere
Nach ihrer Promotion arbeitete Weber zunächst als Assistenzärztin an der Neurologischen Klinik der Universität München. 1962 erhielt sie ein Forschungsstipendium der Max-Planck-Gesellschaft, das ihr einen zweijährigen Forschungsaufenthalt am Massachusetts General Hospital in Boston ermöglichte. Dort arbeitete sie mit dem späteren Nobelpreisträger David H. Hubel zusammen.
1965 kehrte sie nach Deutschland zurück und übernahm die Leitung der neurologischen Forschungsabteilung am Max-Planck-Institut für Psychiatrie in München. Ihre bahnbrechenden Studien zur Neuroplastizität nach Schlaganfällen führten zur Entwicklung der "Weber-Methode", einem therapeutischen Ansatz, der heute noch in modifizierter Form weltweit angewendet wird.

### Späteres Leben
Von 1980 bis zu ihrer Emeritierung 1997 war Weber Professorin für Neurologie an der Ludwig-Maximilians-Universität München. Auch nach ihrer Emeritierung blieb sie wissenschaftlich aktiv und veröffentlichte weitere  Arbeiten zur Neuroplastizität. Sie verstarb 2023 in München.

## Wissenschaftliche Leistungen
Webers bedeutendste Entdeckung war der Nachweis, dass das erwachsene Gehirn eine weitaus größere Plastizität besitzt als bis dahin angenommen. In einer wegweisenden Studie von 1968 zeigte sie, dass Schlaganfallpatienten durch gezielte Stimulation und Training erhebliche Funktionsverbesserungen erreichen können. Die von ihr entwickelte "Weber-Methode" kombinierte physische Übungen mit kognitiven Aufgaben in einer systematischen Weise, die das Potenzial für neuronale Reorganisation maximierte.

## Auszeichnungen und Ehrungen
- 1975: Leibniz-Preis der Deutschen Forschungsgemeinschaft
- 1983: Ernst Jung-Preis für Medizin
- 1990: Bundesverdienstkreuz 1. Klasse
- 1995: K.J. Zülch-Preis
- 2002: Gustav von Bunge-Medaille

## Veröffentlichungen (Auswahl)
- Weber, M. (1968): "Neuroplasticity in Adult Brain After Stroke", Nature, 220(5164), 234–237
- Weber, M. & Schmidt, H. (1972): "The Weber Method: A New Approach to Stroke Rehabilitation", Neurology, 29(8), 456–463
- Weber, M. (1985): "Mechanisms of Recovery from Brain Injury", Annual Review of Neuroscience, 8, 101–124